# Mastrus rufobasalis
Mastrus rufobasalis är en stekelart som först beskrevs av Heinrich Habermehl 1920.
Mastrus rufobasalis ingår i släktet Mastrus och familjen brokparasitsteklar. Inga underarter finns listade i Catalogue of Life.